# Proplebeia dominicana
Genre
Espèce
Proplebeia dominicana est une espèce éteinte d'abeilles sans dard (Meliponini),.

## Datation
Elle a été découverte en 1964 piégée dans de l'ambre dominicain (ambre de la République dominicaine) datant du Miocène inférieur à moyen, des étages Burdigalien et Langhien, soit il y a environ entre 20,4 et 13,8 Ma (millions d'années).

## Description
Cette abeille fossile était de taille minuscule (longueur de 3 millimètres pour une envergure de 2,6 millimètres). 

## Découverte double
Fixé à l'aile de Proplebeia dominicana, les paléontologues ont découvert et décrit en 2007 une pollinie (petit globule contenant le pollen chez les orchidées), qui permit de décrire la première orchidée fossile jamais répertoriée : Meliorchis caribea, avec son insecte pollinisateur.